# Olivia Lykke Nygaard
Olivia Lykke Nygaard (* 14. September 2001 in Oslo, Norwegen) ist eine norwegische Handballspielerin, die für den dänischen Erstligisten Ikast Håndbold aufläuft.

## Karriere

### Im Verein
Nygaard begann das Handballspielen beim norwegischen Verein Oppegård IL. Ab der Saison 2018/19 hütete sie drei Spielzeiten lang das Tor von Aker Topphåndball. Mit Aker stieg sie 2019 in die höchste norwegische Spielklasse auf. Im selben Jahr gewann sie mit der U20-Mannschaft von Aker die Norgesmesterkap. Im Sommer 2021 schloss sie sich dem Ligakonkurrenten Fana IL an. Mit Fana qualifizierte sie sich für die EHF European League 2022/23. Nygaard stand in der Saison 2023/24 bei Storhamar Håndball unter Vertrag. Im Februar 2024 zog sie sich vor dem Halbfinalspiel des norwegischen Pokalwettbewerbs eine Kreuzbandverletzung zu. Nygaard gewann mit Storhamar Håndball die EHF European League. Im Sommer 2024 wechselte sie zum dänischen Erstligisten Ikast Håndbold.

### In Auswahlmannschaften
Nygaard bestritt für die norwegische Jugend- und für die norwegische Juniorinnennationalmannschaft jeweils drei Länderspiele. Nygaard wurde für das im März 2023 stattfindende Golden League Turnier in den Kader der norwegischen Nationalmannschaft berufen. Im Rahmen des Turniers gab sie am 5. März 2023 ihr Länderspieldebüt gegen Tschechien. Mit Norwegen nahm sie an der Weltmeisterschaft 2023 teil und gewann die Silbermedaille. Nygaard erzielte im Turnierverlauf einen Treffer und hielt 56 % der gegnerischen Würfe.